# Klasyfikacja medalowa Zimowych Igrzysk Olimpijskich 1924
     zdobywcy co najmniej jednego złotego medalu
     zdobywcy co najmniej jednego srebrnego medalu
     zdobywcy co najmniej jednego brązowego medalu
     państwa bez medalu
     państwa nieuczestniczące w igrzyskach

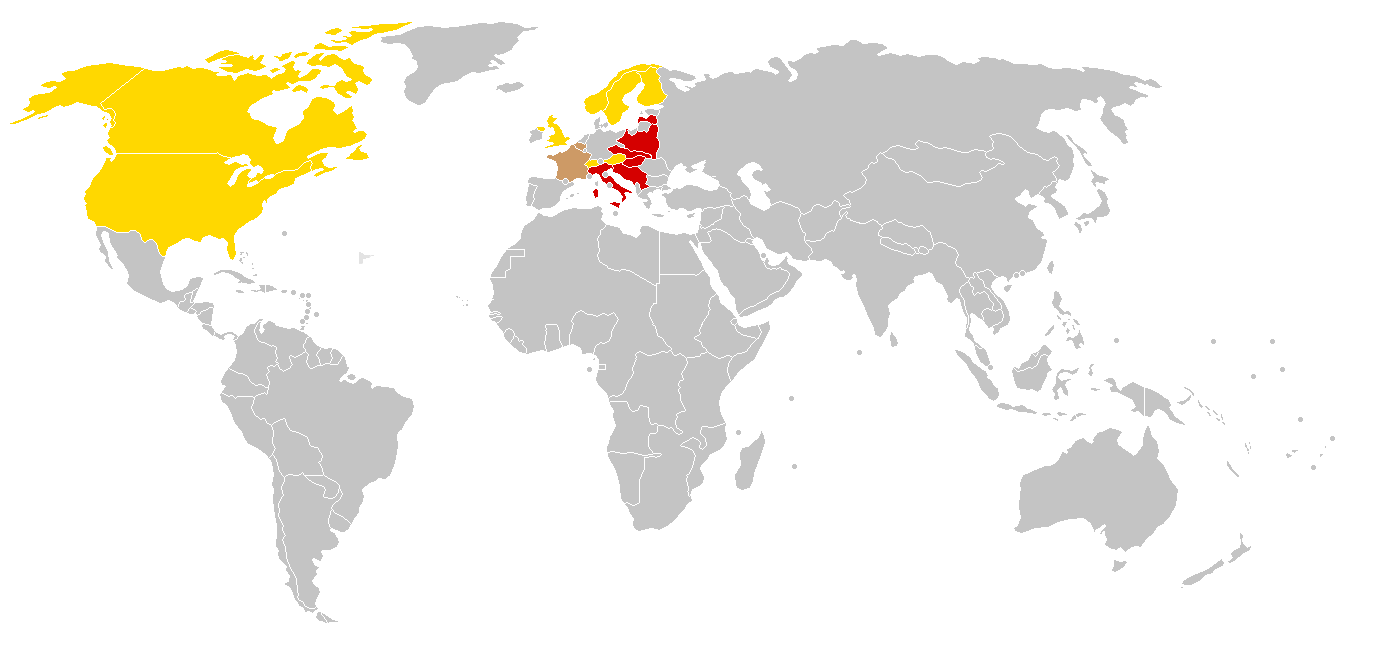
Państwa uczestniczące w Zimowych Igrzyskach Olimpijskich 1924
zdobywcy co najmniej jednego złotego medalu
zdobywcy co najmniej jednego srebrnego medalu
zdobywcy co najmniej jednego brązowego medalu
państwa bez medalu
państwa nieuczestniczące w igrzyskach

Klasyfikacja medalowa Zimowych Igrzysk Olimpijskich 1924 – zestawienie państw, reprezentowanych przez narodowe komitety olimpijskie, uszeregowanych pod względem liczby zdobytych medali na I Zimowych Igrzyskach Olimpijskich w 1924 roku w Chamonix.
Zawody w Chamonix nosiły nazwę Tygodnia Sportów Zimowych, dopiero w 1925 roku Międzynarodowy Komitet Olimpijski podjął decyzję o cyklicznym rozgrywaniu zimowych igrzysk olimpijskich i o uznaniu zawodów w Chamonix za ich pierwszą edycję. Na igrzyskach przeprowadzono 16 konkurencji w 9 dyscyplinach sportowych. Tylko cztery konkurencje już wcześniej rozgrywane były w ramach igrzysk olimpijskich – w ich letnich edycjach w 1908 roku w Londynie rozegrano cztery konkurencje w łyżwiarstwie figurowym (jedna z nich, pokaz specjalny, odbyła się tylko na tych igrzyskach) oraz w 1920 roku w Antwerpii przeprowadzono zawody w łyżwiarstwie figurowym (trzy konkurencje) i hokeju na lodzie (turniej mężczyzn). Pozostałe konkurencje przeprowadzone w Chamonix debiutowały w programie olimpijskim.
W igrzyskach olimpijskich wzięło udział 258 sportowców z 16 narodowych reprezentacji, nie licząc Estonii, której jedyny reprezentant wycofał się z udziału. Dla reprezentacji Łotwy i Polski występ w Chamonix był debiutem w igrzyskach olimpijskich.
Medalistami zostali sportowcy z dziesięciu reprezentacji, co oznacza, że sześć państw zakończyło igrzyska z zerowym dorobkiem medalowym. Zwycięstwo w klasyfikacji medalowej odniosła reprezentacja Norwegii z czterema złotymi, siedmioma srebrnymi i sześcioma brązowymi medalami. Pod względem liczby zdobytych medali był to jednak najsłabszy występ Norwegów od Letnich Igrzysk Olimpijskich 1908 w Londynie. Drugie miejsce zajęła reprezentacja Finlandii z dorobkiem jedenastu medali (czterech złotych, czterech srebrnych i trzech brązowych). Był to co prawda najsłabszy występ olimpijski Finów od 1908 roku, ale po raz pierwszy reprezentant tego kraju (Clas Thunberg) zdobył pięć medali w trakcie jednych igrzysk. Trzecia w klasyfikacji medalowej reprezentacja Austrii, zdobywając dwa złote i jeden srebrny medal, uzyskała najlepszy rezultat w igrzyskach olimpijskich od ich pierwszej edycji w Atenach w 1896 roku, nie licząc olimpiady letniej w 1906 roku.
Najsłabsze w historii wyniki, jeśli chodzi o liczbę medali olimpijskich, osiągnęły również reprezentacje Stanów Zjednoczonych, Kanady, Francji i Belgii. Kanada po raz pierwszy zakończyła igrzyska tylko z jednym medalem, a Francja i Belgia po raz pierwszy nie zdobyły ani złotego, ani srebrnego medalu. Francja została jednocześnie pierwszym w historii państwem-organizatorem nowożytnych igrzysk olimpijskich, który na własnym terytorium nie zdobył złotego medalu olimpijskiego.
Multimedalistami igrzysk olimpijskich w Chamonix zostało sześciu sportowców, spośród których trzech zdobyło co najmniej jedno złoto. Najbardziej utytułowanym zawodnikiem igrzysk został łyżwiarz szybki Clas Thunberg z trzema złotymi, jednym srebrnym i jednym brązowym medalem. Pięć medali wywalczył również inny panczenista, Roald Larsen (dwa srebrne i trzy brązowe). Drugie miejsce w indywidualnej klasyfikacji medalowej zajął jednak narciarz klasyczny Thorleif Haug, który zdobył trzy medale w biegach narciarskich i kombinacji norweskiej.
W dniu zamknięcia igrzysk złotymi medalami olimpijskimi wyróżniono alpinistów, którzy uczestniczyli w wyprawie na Mount Everest w 1922 roku. Założyciel i ówczesny przewodniczący Międzynarodowego Komitetu Olimpijskiego, Pierre de Coubertin nagrodził 21 członków ekspedycji, spośród których dwunastu pochodziło z Wielkiej Brytanii, siedmiu z Indii, a po jednym z Australii i Nepalu. Przyznane w alpinizmie medale nie są zaliczane do oficjalnej klasyfikacji medalowej igrzysk w Chamonix.

## Klasyfikacja państw
Poniższa tabela przedstawia klasyfikację medalową państw, które zdobyły medale na Zimowych Igrzyskach Olimpijskich 1924 w Chamonix, sporządzoną na podstawie oficjalnych raportów Międzynarodowego Komitetu Olimpijskiego. Klasyfikacja posortowana jest najpierw według liczby osiągniętych medali złotych, następnie srebrnych, a na końcu brązowych. W przypadku, gdy dwa kraje zdobyły tę samą liczbę medali wszystkich kolorów, o kolejności zdecydował porządek alfabetyczny. W zestawieniu nie uwzględniono złotego medalu przyznanego w alpinizmie.
| Miejsce | Państwo         | Złoto | Srebro | Brąz | Razem |
| ------- | --------------- | ----- | ------ | ---- | ----- |
| 1.      | Norwegia        | 4     | 7      | 6    | 17    |
| 2.      | Finlandia       | 4     | 4      | 3    | 11    |
| 3.      | Austria         | 2     | 1      | –    | 3     |
| 4.      | Szwajcaria      | 2     | –      | 1    | 3     |
| 5.      | USA             | 1     | 2      | 1    | 4     |
| 6.      | Wielka Brytania | 1     | 1      | 2    | 4     |
| 7.      | Szwecja         | 1     | 1      | –    | 2     |
| 8.      | Kanada          | 1     | –      | –    | 1     |
| 9.      | Francja         | –     | –      | 3    | 3     |
| 10.     | Belgia          | –     | –      | 1    | 1     |
| Razem   | Razem           | 16    | 16     | 17   | 49    |

## Klasyfikacje według dyscyplin

### Biegi narciarskie
Na igrzyskach w 1924 roku rozegrano dwie konkurencje biegowe – na dystansach 18 i 50 km, oba techniką klasyczną. Zawody na dłuższym dystansie odbyły się 30 stycznia, a na krótszym – 2 lutego. Drugi z biegów był zarazem pierwszą częścią rywalizacji w dwuboju klasycznym.
Biegi zostały zdominowane przez zawodników norweskich – na 50 km zajęli cztery czołowe pozycje, a na 18 km dwa pierwsze oraz czwarte i piąte miejsce. W obu biegach triumfował utytułowany już wcześniej Thorleif Haug, który ponadto wygrał zawody w kombinacji norweskiej. Dwa medale (srebrny i brązowy) wywalczył Johan Grøttumsbråten, a po jednym – Thoralf Strømstad (srebrny) i Tapani Niku (brązowy). Niku był jedynym zawodnikiem spoza Norwegii, który stanął na podium olimpijskim w biegach narciarskich w Chamonix.
| Miejsce | Państwo   | Złoto | Srebro | Brąz | Razem |
| ------- | --------- | ----- | ------ | ---- | ----- |
| 1.      | Norwegia  | 2     | 2      | 1    | 5     |
| 2.      | Finlandia | –     | –      | 1    | 1     |
| Razem   | Razem     | 2     | 2      | 2    | 6     |

### Bobsleje
W Chamonix rozegrano jedną konkurencję bobslejową – była to rywalizacja w czwórkach/piątkach przeprowadzona w dniach 2–3 lutego 1924 roku na torze Pélerins. Mimo że do startu mogły przystąpić boby pięcioosobowe, tylko dwa zespoły (Belgia i Włochy) skorzystały z tej możliwości. Do zawodów zgłosiło się jedenaście zespołów reprezentujących sześć państw, ostatecznie wystąpiło dziewięć bobów, z których sześć zostało sklasyfikowanych. Złoty medal olimpijski zdobyli reprezentanci Szwajcarii, srebrny reprezentanci Wielkiej Brytanii, a brązowy Szwajcarii.
| Miejsce | Państwo         | Złoto | Srebro | Brąz | Razem |
| ------- | --------------- | ----- | ------ | ---- | ----- |
| 1.      | Szwajcaria      | 1     | –      | –    | 1     |
| 2.      | Wielka Brytania | –     | 1      | –    | 1     |
| 3.      | Belgia          | –     | –      | 1    | 1     |
| Razem   | Razem           | 1     | 1      | 1    | 3     |

### Curling
Turniej w curlingu podczas igrzysk olimpijskich w Chamonix odbył się w dniach 28–31 stycznia 1924 roku. Wzięły w nim udział cztery zespoły. Zwycięstwo odnieśli Brytyjczycy, drugie miejsce zajęli Szwedzi, a trzecie Francuzi.
Aż do 2006 roku wyniki turnieju nie były uznawane za oficjalne, traktowano curling jako dyscyplinę pokazową. W 2006 roku dziennikarze brytyjskiego dziennika „The Herald” wykazali jednak, że curling w Chamonix był pełnoprawną dyscypliną olimpijską. Wyniki zostały potraktowane przez Międzynarodowy Komitet Olimpijski za oficjalne, a zwycięzców tamtych zawodów pośmiertnie uznano za medalistów olimpijskich.
| Miejsce | Państwo         | Złoto | Srebro | Brąz | Razem |
| ------- | --------------- | ----- | ------ | ---- | ----- |
| 1.      | Wielka Brytania | 1     | –      | –    | 1     |
| 2.      | Szwecja         | –     | 1      | –    | 1     |
| 3.      | Francja         | –     | –      | 1    | 1     |
| Razem   | Razem           | 1     | 1      | 1    | 3     |

### Hokej na lodzie
Tytułu mistrzów olimpijskich w hokeju na lodzie z letnich igrzysk w Antwerpii broniła reprezentacja Kanady. W Chamonix Kanadyjczycy, reprezentowani przez zespół Toronto Granites, ponownie zdobyli złoty medal, deklasując pozostałe drużyny startujące w turnieju olimpijskim – ich bilans goli we wszystkich spotkaniach wyniósł 110:3. Srebrny medal, podobnie jak w Antwerpii, zdobyli hokeiści ze Stanów Zjednoczonych, a brązowy wywalczyli reprezentanci Wielkiej Brytanii.
Najlepszym strzelcem igrzysk w Chamonix został Kanadyjczyk Harry Watson, który zdobył 36 goli w turnieju. Jest to rekord liczby goli zdobytych w trakcie jednego turnieju olimpijskiego w hokeju na lodzie.
| Miejsce | Państwo         | Złoto | Srebro | Brąz | Razem |
| ------- | --------------- | ----- | ------ | ---- | ----- |
| 1.      | Kanada          | 1     | –      | –    | 1     |
| 2.      | USA             | –     | 1      | –    | 1     |
| 3.      | Wielka Brytania | –     | –      | 1    | 1     |
| Razem   | Razem           | 1     | 1      | 1    | 3     |

### Kombinacja norweska
Rywalizacja w kombinacji norweskiej podczas igrzysk olimpijskich w Chamonix przeprowadzona została w dniach 2–4 lutego 1924 roku. Na notę łączną składały się rezultaty osiągnięte w biegu na 18 km techniką klasyczną i dwóch seriach skoków narciarskich na obiekcie Tremplin aux Bossons. Część biegowa była de facto inną konkurencją olimpijską, za którą przyznano medale olimpijskie w biegach narciarskich.
Podobnie jak konkurencje biegowe, również zawody w kombinacji zostały zdominowane przez Norwegów. W pierwszej czwórce uplasowali się ci sami zawodnicy, co w biegu na 18 km. Złoty medal olimpijski zdobył Thorleif Haug, srebrny Thoralf Strømstad, a brązowy Johan Grøttumsbråten.
| Miejsce | Państwo  | Złoto | Srebro | Brąz | Razem |
| ------- | -------- | ----- | ------ | ---- | ----- |
| 1.      | Norwegia | 1     | 1      | 1    | 1     |
| Razem   | Razem    | 1     | 1      | 1    | 3     |

### Łyżwiarstwo figurowe
Konkurencje olimpijskie w łyżwiarstwie figurowym nie zmieniły się w porównaniu do zawodów rozegranych na letnich igrzyskach w Antwerpii – przeprowadzono rywalizację solistów, solistek i par sportowych. Łyżwiarstwo figurowe było jedyną dyscypliną olimpijską na igrzyskach w Chamonix, w której udział wzięły kobiety.
Tytuł mistrza olimpijskiego w jeździe indywidualnej mężczyzn z Antwerpii obronił Szwed Gillis Grafström. Został tym samym pierwszym łyżwiarzem figurowym ze zdobytymi dwoma złotymi medalami olimpijskimi. Spośród medalistów z Antwerpii na podium w Chamonix stanęli również Ludowika i Walter Jakobsson (złoto w Antwerpii, srebro w Chamonix). Medalistami zostali reprezentanci siedmiu państw, z których tylko Austriacy więcej niż raz stanęli na podium olimpijskim, uzyskując dwa złote i jeden srebrny medal.
| Miejsce | Państwo         | Złoto | Srebro | Brąz | Razem |
| ------- | --------------- | ----- | ------ | ---- | ----- |
| 1.      | Austria         | 2     | 1      | –    | 3     |
| 2.      | Szwecja         | 1     | –      | –    | 1     |
| 3.      | Finlandia       | –     | 1      | –    | 1     |
| 3.      | USA             | –     | 1      | –    | 1     |
| 5.      | Francja         | –     | –      | 1    | 1     |
| 5.      | Szwajcaria      | –     | –      | 1    | 1     |
| 5.      | Wielka Brytania | –     | –      | 1    | 1     |
| Razem   | Razem           | 3     | 3      | 3    | 9     |

### Łyżwiarstwo szybkie
Zawody olimpijskie w łyżwiarstwie szybkim na igrzyskach w Chamonix odbyły się w dniach 26–27 stycznia 1924 roku. Przeprowadzono pięć konkurencji – biegi na dystansach 500, 1500, 5000 i 10 000 m oraz wielobój.
Najbardziej utytułowanym łyżwiarzem został ówczesny mistrz świata w wieloboju, Clas Thunberg. Zdobył pięć medali olimpijskich – trzy złote, jeden srebrny i jeden brązowy. Na podium we wszystkich pięciu konkurencjach stanął również Roald Larsen, zdobywając dwa srebrne i trzy brązowe medale. Larsen i Thunberg zajęli ex aequo trzecie miejsce w rywalizacji na 500 m, wobec czego w konkurencji tej przyznano dwa brązowe medale. Multimedalistą igrzysk w Chamonix został również Julius Skutnabb, w dorobku którego znalazł się jeden złoty, jeden srebrny i jeden brązowy medal.
| Miejsce | Państwo   | Złoto | Srebro | Brąz | Razem |
| ------- | --------- | ----- | ------ | ---- | ----- |
| 1.      | Finlandia | 4     | 2      | 2    | 8     |
| 2.      | USA       | 1     | –      | –    | 1     |
| 3.      | Norwegia  | –     | 3      | 4    | 7     |
| Razem   | Razem     | 5     | 5      | 6    | 16    |

### Patrol wojskowy
Rywalizację w patrolu wojskowym, będącym prekursorem późniejszego biathlonu, przeprowadzono 30 stycznia 1924 roku. W skład konkurencji wchodził bieg na 30 km oraz strzelanie z odległości 250 m (każdy z zawodników miał do oddania po 18 strzałów). W zawodach wzięło udział sześć zespołów, spośród których sklasyfikowano cztery. Zwycięstwo odniosła drużyna ze Szwajcarii, drugie miejsce zajął zespół z Finlandii, a trzecie z Francji.
Do 2006 roku patrol wojskowy w Chamonix nie był uznawany jako oficjalne zawody olimpijskie, lecz jako konkurs pokazowy. Krótko przed igrzyskami w Turynie wiceprezydent Międzynarodowego Stowarzyszenia Historyków Olimpijskich, Ture Widlund wykazał, że zarówno zawody w curlingu, jak i patrolu wojskowym były pełnoprawnymi konkursami olimpijskimi i wówczas były traktowane na równi z innymi dyscyplinami. Wobec tego Międzynarodowy Komitet Olimpijski potraktował wyniki patrolu wojskowego za oficjalne i pośmiertnie uznał zwycięzców tamtych zawodów za medalistów olimpijskich.
| Miejsce | Państwo    | Złoto | Srebro | Brąz | Razem |
| ------- | ---------- | ----- | ------ | ---- | ----- |
| 1.      | Szwajcaria | 1     | –      | –    | 1     |
| 2.      | Finlandia  | –     | 1      | –    | 1     |
| 3.      | Francja    | –     | –      | 1    | 1     |
| Razem   | Razem      | 1     | 1      | 1    | 3     |

### Skoki narciarskie
Konkurs skoków narciarskich przeprowadzony został 4 lutego 1924 roku, czyli w ostatnim dniu igrzysk w Chamonix. Według oficjalnych rezultatów ogłoszonych w dniu zawodów wszystkie trzy medale olimpijskie wywalczyli reprezentanci Norwegii: złoty Jacob Tullin Thams, srebrny Narve Bonna, a brązowy Thorleif Haug.
Kilkadziesiąt lat po igrzyskach Thoralf Strømstad wykrył błąd w obliczeniu noty czwartego zawodnika, Amerykanina Andersa Haugena. Prawidłowo obliczona nota zawodnika powinna była dać mu trzecie miejsce w konkursie olimpijskim. Po zbadaniu sprawy Międzynarodowy Komitet Olimpijski przyznał Strømstadowi rację. W związku z tym uznano Haugena za brązowego medalistę olimpijskiego, w 1974 roku (w wieku ponad 80 lat) odebrał on medal z rąk najmłodszej córki Thorleifa Hauga.
| Miejsce | Państwo  | Złoto | Srebro | Brąz | Razem |
| ------- | -------- | ----- | ------ | ---- | ----- |
| 1.      | Norwegia | 1     | 1      | –    | 2     |
| 2.      | USA      | –     | –      | 1    | 1     |
| Razem   | Razem    | 1     | 1      | 1    | 3     |

## Multimedaliści
Sześciu sportowców zdobyło w Chamonix więcej niż jeden medal, a trzech spośród nich wywalczyło przynajmniej jedno złoto. Najbardziej utytułowanym olimpijczykiem z Chamonix został fiński łyżwiarz szybki Clas Thunberg (trzy złote, jeden srebrny i jeden brązowy medal). Pięć medali olimpijskich, również w łyżwiarstwie szybkim, wywalczył także Norweg Roald Larsen (dwa srebrne i trzy brązowe).
Poniższa tabela przedstawia indywidualne zestawienie multimedalistów Zimowych Igrzysk Olimpijskich 1924, czyli zawodników i zawodniczek, którzy zdobyli więcej niż jeden medal olimpijski na tych igrzyskach, w tym przynajmniej jeden złoty.
| Miejsce | Zawodnik        | Państwo   | Dyscyplina                            | Złoto | Srebro | Brąz | Razem |
| ------- | --------------- | --------- | ------------------------------------- | ----- | ------ | ---- | ----- |
| 1.      | Clas Thunberg   | Finlandia | łyżwiarstwo szybkie                   | 3     | 1      | 1    | 5     |
| 2.      | Thorleif Haug   | Norwegia  | biegi narciarskie kombinacja norweska | 3     | –      | –    | 3     |
| 3.      | Julius Skutnabb | Finlandia | łyżwiarstwo szybkie                   | 1     | 1      | 1    | 3     |